# Vida después de la muerte
La vida después de la muerte (también conocida como después de la vida, vida futura, existencia post-mortem, ultratumba, vida en el "más allá" o vida eterna) es la creencia de que la parte esencial de la identidad o el flujo de consciencia de un ser vivo continúa después de la muerte del cuerpo físico o espiritual. 
Según diversas ideas sobre esta vida, la esencia del que vive después de la muerte puede ser el de algún elemento parcial o la supervivencia del alma, espíritu o consciencia que lleva consigo y puede conferirle una identidad personal.

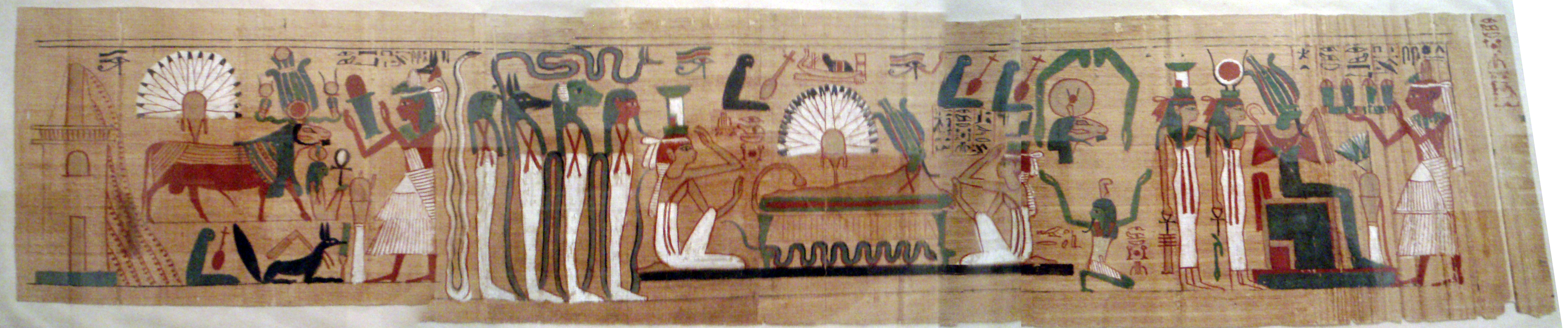
Papiro egipcio que describe el viaje después de la muerte. Guía de la vida después de la muerte para el guardián del templo de Amón. Museo Egipcio de Berlín.

La humanidad siempre ha tenido la esperanza de que haya vida después de la muerte. Desde distintos puntos de vista, esta existencia continua hipotética tiene lugar en un ámbito espiritual, mientras que en otros casos, el ser puede volver a nacer en este mundo y comenzar el ciclo de vida nuevamente, probablemente sin recordar lo que ha hecho en el pasado. En este último punto de vista, tales renacimientos y muertes pueden tener lugar una y otra vez continuamente hasta que ingrese en un reino espiritual u Otro Mundo. Los principales puntos de vista sobre la vida después de la muerte derivan de la religión, el esoterismo y la metafísica.

## Historia
Existe una extensa literatura sobre este tema a lo largo de los siglos, principalmente de fuentes religiosas. Existen también estudios etnológicos y tesis filosóficas. Múltiples tradiciones y corrientes de pensamiento están interesadas en esta cuestión, como el chamanismo, lamaísmo, espiritismo, teosofía o antroposofía. También existen relatos populares de manifestaciones de los difuntos o experiencias cercanas a la muerte.
Todas las civilizaciones, desde tiempos prehistóricos, han dejado rastros de creencias en una existencia después de la muerte, cada una con su propia percepción de la inmortalidad, del espíritu, de la retribución de las almas y del sentido de la vida. Así, la creencia en la supervivencia del alma, tanto como el respeto por el difunto, están en el origen de múltiples ritos funerarios.
El razonamiento intelectual también contempla analogías con ciertos fenómenos naturales. Así, la muerte sería como dormir (seguido de despertarse), como el invierno (que va seguido por la primavera). También, el principio de enterrar a los cuerpos recuerda a la siembra de semillas en la agricultura.
Algunos sistemas de creencias, como los de la tradición abrahámica, sostienen que los muertos van a un plano específico de existencia después de la muerte, según la determinación de Dios o un juicio divino basado en sus acciones o creencias durante la vida. Por el contrario, en los sistemas de reencarnación, como los de las religiones indias, la naturaleza de la existencia continua está determinada directamente por las acciones del individuo al final de la vida.

## Diferentes modelos metafísicos
Los teístas generalmente creen que algo de la vida después de la muerte le espera al ser humano cuando muere. Los miembros de algunas religiones no teístas tienden a creer en una vida después de la muerte, pero sin referencia a ninguna deidad. Los saduceos, antigua organización judía, generalmente creían que había un Dios pero no una vida después de la muerte.
Muchas religiones, ya sea que crean en la existencia del alma en el otro mundo, como el cristianismo o el islamismo y otros muchos sistemas de creencias paganas o de reencarnación, como muchas formas de hinduismo y budismo, creen que el estado del ser en la vida después de la muerte es una recompensa o un castigo a su conducta durante la vida terrenal.
El dogma principal del cristianismo se basa en la idea de la resurrección. De acuerdo a lo escrito en los evangelios neotestamentarios, poseen la creencia de que Jesucristo regresará a la tierra por segunda vez y resucitarán los muertos; algunos para la "vida eterna" y otros para la "condenación eterna".
En el catolicismo se apoya también la creencia de la resurrección de los muertos, pero creen en la existencia de un purgatorio, donde el alma de los difuntos " purga sus pecados antes de su encuentro con Dios.

### Reencarnación
La reencarnación es el concepto filosófico o religioso por el que un aspecto de un ser vivo comienza una nueva vida en un cuerpo o forma física diferente después de cada muerte. También es llamado renacimiento o transmigración y es parte de la doctrina Samsara de la existencia cíclica. Es un principio central a las principales religiones indias como el budismo, el hinduismo, el jainismo y el sijismo.
Multitud de filósofos y teólogos han desarrollado razonamientos para demostrar la existencia del alma y su inmortalidad o supervivencia. La idea de la reencarnación se encuentra en muchas culturas antiguas, y figuras históricas griegas como Pitágoras, Sócrates o Platón, sostenían la creencia en el renacimiento/metempsicosis.
Platón, en su obra Fedón, pretende una demostración racional de la inmortalidad del alma basada en la teoría de las ideas como realidades invisibles, estables e idénticas a sí mismas con lo que el alma es capaz de aprehenderlas, tanto en cuanto es símil de lo divino y lo inmortal. Presenta cinco pruebas o razonamientos: 1) por los opuestos (69-72: 'los vivos nacen a partir de los muertos', por tanto, el alma existe después de la muerte); 2) por la reminiscencia (72-78: 'nuestra alma existe incluso antes de llegar a un cuerpo', aprehendió en un tiempo anterior, donde no estaba en forma humana, y puede recordarlo); 3) por la afinidad (78-84: 'el alma se parece a lo divino', pero lo que es divino es inmortal; por otro lado, después de la muerte, el alma va a su similar, lo divino, lo inmortal, lo sensible); 4) por la armonía (84-86: un cuerpo no está vivo más que por la mezcla bien compuesta de propiedades opuestas, es decir, la vida, es decir el alma); 5) por la esencia (102-107: el alma, afín a las ideas y como ellas inmaterial y simple, es por naturaleza inmortal, indestructible, incorruptible).
También es una creencia común de varias religiones antiguas y modernas, como el espiritismo, la teosofía o el movimiento Eckankar. También se encuentra en muchas sociedades tribales de todo el mundo, en lugares como Australia, Asia Oriental, Siberia y América del Sur.
Aunque la mayoría de las denominaciones dentro de las religiones abrahámicas del judaísmo, el cristianismo y el islamismo no creen que las personas se reencarnen, grupos particulares dentro de estas religiones se refieren a la reencarnación, como los principales seguidores históricos y contemporáneos de la Cábala, cátaros, alauitas, drusos o rosacruces. Las relaciones históricas entre estas sectas y las creencias sobre la reencarnación, que fueron características del neoplatonismo, orfismo, hermetismo, maniqueísmo o gnosticismo de la era romana, así como las religiones indias, han sido objeto de investigaciones académicas recientes. El movimiento Unity y su fundador Charles Fillmore enseñan la reencarnación.
El lamaísmo en su libro tibetano de los muertos y los rosacruces hablan de un período de revisión de la vida que ocurre inmediatamente después de la muerte y antes de ingresar en los planos de existencia del más allá (antes de que se rompa el "cordón de plata"), seguido por un juicio, más parecido a una revisión final o un informe final sobre la vida de cada fallecido.

### Cielo e Infierno
El cielo, los cielos, los siete cielos, las tierras puras, Tian, Yanna, Valhalla o Tierra de Summer, son lugares religiosos, cosmológicos o trascendentes comunes donde se dice que se originan, se entronizan o viven seres como dioses, ángeles, genios, santos o ancestros venerados. De acuerdo con las creencias de algunas religiones, los seres celestiales pueden descender a la tierra o encarnarse, y los seres terrenales pueden ascender al cielo en la vida después de la muerte, o en casos excepcionales, entrar al cielo en vida.
El cielo a menudo es descrito como el 'lugar más alto', el lugar más sagrado o un paraíso, en contraste con el infierno o el inframundo o 'lugares bajos'. Es accesible universal o condicionalmente por los seres terrenales de acuerdo con diversos estándares de divinidad, bondad, piedad, fe u otras rectas virtudes o creencias o, simplemente, por la voluntad de Dios. Otros creen en la posibilidad de un cielo en la Tierra en un mundo por venir.
En las religiones indias, el cielo se considera como Svarga loka. Hay siete regiones positivas a las que el alma puede ir después de la muerte y siete regiones negativas. Después de completar su estancia en la región respectiva, el alma se somete al renacimiento en diferentes formas de vida de acuerdo con su karma. Este ciclo puede romperse después de que al alma alcance Moksha o Nirvana. Cualquier lugar de existencia, ya sea de humanos, almas o deidades, fuera del mundo tangible (cielo, infierno u otros) se conoce como Otro mundo.
El infierno, en muchas tradiciones religiosas y folclóricas, es un lugar de tormento y castigo en la vida después de la muerte. Las religiones con una historia divina lineal a menudo representan al infierno como un destino eterno, mientras que las religiones con una historia cíclica a menudo representan el infierno como un período intermedio entre encarnaciones. Típicamente, estas tradiciones ubican el infierno en otra dimensión o debajo de la superficie de la tierra y a menudo incluyen entradas al infierno desde la tierra de los vivos. Otros destinos después de la vida incluyen el purgatorio y el limbo.
Las tradiciones que no conciben la vida después de la muerte como un lugar de castigo o recompensa simplemente describen el infierno como una morada de los muertos, una tumba o un lugar neutral (por ejemplo, sheol o  el hades) ubicado debajo de la superficie de la tierra.

## Escatología
Al estudio religioso del destino del alma después de la muerte se le llama 'escatología individual' (del griego eschatos ἔσχατος, 'último' y logos, 'palabra'). La escatología es, por tanto, la doctrina que concierne a los últimos fines, los tiempos últimos, ya sea de la persona individual después de su muerte, de su extinción (escatología humana) o su desaparición del mundo (escatología cósmica).

## En las religiones abrahámicas

### Judaísmo

#### Sheol
El sheol o seol, en la biblia hebrea, es un lugar de tinieblas (Job 10. 21, 22) al que van todos los muertos, tanto los justos como los injustos, independientemente de las elecciones morales hechas en vida, (Génesis 23. 36; Ezequiel 32; Isaías 14; Job 30. 23), un lugar de quietud, (Salmos 88. 13, 94. 17; Eclesiastés 9. 10), a la mayor distancia posible del cielo (Job 11. 8; Amós 9. 2; Salmos 139. 8).
Los habitantes del sheol eran las «sombras» (rephaim), entidades sin personalidad ni fuerza.  En algunas circunstancias se pensaba que los vivos podían ponerse en contacto con ellos, como cuando la Bruja de Endor con la sombra hace contacto con la sombra de Samuel para Saúl, pero tales prácticas estaban prohibidas (Deuteronomio 18:10).
Aunque la biblia hebrea parece describir el sheol como el lugar permanente de los muertos, en el periodo del Segundo Templo (aproximadamente entre 500 a. C. y 70 d. C.) se desarrolló un conjunto de ideas más diverso. En algunos textos, el sheol se considera el hogar tanto de los justos como de los malvados, separados en compartimentos respectivos; en otros, se consideraba un lugar de castigo, destinado únicamente a los muertos malvados.  Cuando las escrituras hebreas se tradujeron al griego en la antigua Alejandría hacia el año 200 a. C., la palabra «Hades» (el inframundo griego) se sustituyó por sheol. Esto se refleja en el Nuevo Testamento cristiano, donde el Hades es tanto el inframundo de los muertos como la personificación del mal que representa.

#### El mundo por venir
El talmud ofrece una serie de reflexiones relacionadas con la vida después de la muerte. Tras la muerte, el alma es juzgada. Los que han llevado una vida prístina entran inmediatamente en el Olam Haba o mundo venidero. La mayoría no entra en el mundo venidero inmediatamente, sino que pasa por un periodo de reflexión sobre sus acciones terrenales y se le informa de lo que ha hecho mal. Algunos ven este periodo como una «reeducación», en la que el alma adquiere sabiduría a medida que se revisan los errores cometidos. Otros consideran que este periodo incluye un malestar espiritual por los errores del pasado. Al final de este periodo, que no dura más de un año, el alma ocupa su lugar en el mundo venidero. Aunque el malestar forma parte de ciertas concepciones judías de la vida después de la muerte, el concepto de condenación eterna no es un principio o doctrina de la vida después de la muerte judía. Según el talmud, la «extinción (o extirpación) del alma» (kareth, כָּרֵת) está reservada a un grupo mucho más reducido de líderes maliciosos y malvados, cuyas maldades van mucho más allá de las normas, o que conducen a grandes grupos de personas al mal más absoluto. Esto también forma parte de los 13 principios de la fe de Maimónides.
Maimónides describe el Olam Haba en términos espirituales, relegando la profetizada resurrección física al estatus de un milagro futuro, sin relación con la otra vida o con la era mesiánica. Según Maimónides, existe una vida después de la muerte para el alma de cada ser humano, un alma ahora separada del cuerpo en el que estaba «alojada» durante su existencia terrenal.
El zohar describe la Gehenna no como un lugar de castigo para los malvadas sino como un lugar de purificación espiritual para las almas.

#### La reencarnación en la tradición judía
Aunque no hay ninguna referencia a la reencarnación en el talmud ni en ningún escrito anterior, según rabinos como Avraham Arieh Trugman, la reencarnación (gilgul, גלגול הנשמות) se reconoce como parte integrante de la tradición judía. Trugman explica que es a través de la tradición oral como se conocen y comprenden los significados de la torá, sus mandamientos e historias. La obra clásica del misticismo judío, el zohar, se cita abundantemente en todo el saber judío; en el zohar se menciona repetidamente la idea de la reencarnación. Trugman afirma que en los últimos cinco siglos el concepto de reencarnación, que hasta entonces había sido una tradición muy oculta dentro del judaísmo, se dio a conocer abiertamente.
El rabino ortodoxo Shraga Simmons ha comentado que, dentro de la biblia misma, la idea de la reencarnación se insinúa en Deuteronomio 25:5-10, Deuteronomio 33:6 e Isaías 22:14, 65:6.
Yirmiyahu Ullman escribió que la reencarnación es una «creencia antigua y dominante en el judaísmo». Onkelos, un justo converso y comentarista autorizado de la misma época en que se escribió el zohar, explicó el versículo: «Viva Rubén y nunca muera ...» (Deuteronomio 33:6) significaba que Rubén debía merecer directamente el Mundo Venidero, y no tener que morir de nuevo como resultado de reencarnarse. El erudito de la torá, comentarista y cabalista, Nahmánides (Rambán 1195-1270), atribuyó el sufrimiento de Job a la reencarnación, como se insinúa en la frase de Job «He aquí todo lo que hace Dios, dos y tres veces con el hombre, para recobrar su alma de la fosa, para que sea alumbrado con la luz de los vivos» (Job 33:29, 30).
La reencarnación, llamada gilgul, se hizo popular en la creencia popular y se encuentra en gran parte de la literatura en yidis entre judíos asquenazíes. Entre algunos cabalistas se postulaba que algunas almas humanas podían acabar reencarnándose en cuerpos no humanos. Estas ideas se encuentran en varias obras cabalísticas del siglo XIII, y también entre muchos místicos de finales del siglo XVI. La temprana colección de Martin Buber de relatos de la vida del Baal Shem Tov incluye varios que hacen referencia a personas que se reencarnan en vidas sucesivas.
Entre los rabinos conocidos (generalmente no cabalistas o anti-cabalistas) que rechazaron la idea de la reencarnación se encuentran Saadia Gaon, David Kimhi, Hasdai Crescas, Yedayah Bedershi (principios del siglo XIV), José Albo, Abraham ibn Daud, el Rosh y León de Módena. Saadia Gaon, en Emunoth ve-Deoth (hebreo: «creencias y opiniones») concluye la Sección VI con una refutación de la doctrina de la metempsicosis (reencarnación). Al refutar la reencarnación, Saadia Gaon afirma además que los judíos que sostienen la reencarnación han adoptado creencias no judías. De ninguna manera todos los judíos actuales creen en la reencarnación, pero la creencia en la reencarnación no es rara entre muchos judíos, incluidos los ortodoxos.
Otros rabinos conocidos que son reencarnacionistas son Yonassan Gershom, Abraham Isaac Kook, el experto en el talmud Adin Steinsaltz, DovBer Pinson, David M. Wexelman, Zalman Schachter y muchos otros. La reencarnación es citada por autorizados comentaristas bíblicos, entre ellos Rambán (Nahmánides), Menajem Recanti y Rabbenu Bachya.
Entre los numerosos volúmenes de Isaac Luria, la mayoría de los cuales proceden de la pluma de su principal discípulo, Jaim Vital, hay reflexiones que explican cuestiones relacionadas con la reencarnación. Su Shaar HaGilgulim, «Las puertas de la reencarnación», es un libro dedicado exclusivamente al tema de la reencarnación en el judaísmo.
El rabino Naftali Silberberg, del Instituto de Estudios Judíos Rohr, señala que «muchas ideas que tienen su origen en otras religiones y sistemas de creencias se han popularizado en los medios de comunicación y judíos modestos las dan por sentadas».

### Cristianismo
El cristianismo mayoritario profesa una creencia en el Credo niceno-constantinopolitano, que incluye la frase «Esperamos la resurrección de los muertos y la vida del mundo futuro».
Al ser cuestionado por los saduceos sobre la resurrección de los muertos (en un contexto relacionado con quién sería la esposa de uno si se hubiera casado en vida varias veces), Jesús respondió que el matrimonio sería irrelevante tras la resurrección pues los resucitados sería como los ángeles del cielo.